# 330 a. C.
El año 330 a. C. fue un año del calendario romano prejuliano. En el Imperio romano se conocía como el Año del Consulado de Craso y Veno (o menos frecuentemente, año 424 Ab urbe condita).

## Acontecimientos
- Alejandro Magno saquea Persépolis.
- Demóstenes pronuncia su famoso discurso Sobre la Corona.
- Muere el escultor griego Praxíteles, autor de bellísima esculturas que exaltan la figura humana, entre estas Hermes con el niño Dionisos.[1]

## Fallecimientos
- Darío III último shahanshah de la Dinastía Aqueménida (n. 380 a. C.).
- Éforo de Cime, historiador griego (n. 380 a. C.)
- Parmenión, general macedonio (n. 400 a. C.)